# Хосе Бустаманте
Хосе Бустаманте (рођен 1907, датум смрти није познат) био је боливијски фудбалер који је играо као нападач за клуб Литорал из Ла Паза.

## Каријера
Током каријере два пута је наступио за репрезентацију Боливије на светском купу 1930.